# Салих аль-Люхайдан
Са́лих ибн Муха́ммад аль-Люхайда́н (араб. صالح بن محمد اللحيدان‎; 1932, Эль-Букайрия — 5 января 2022, Эр-Рияд, Саудовская Аравия) — саудовский исламский религиозный деятель, учёный-богослов, судья, имам и проповедник. Был членом Комитета больших учёных Саудовской Аравии с самого его основания с 1971 года и членом Всемирной исламской лиги. Бывший глава Высшего судебного совета.

## Биография

### Ранние годы
Родился в 1932 году в Эль-Букайрии (Эль-Касим, Саудовская Аравия). Окончил шариатский факультет университета Дамаска. Работал секретарём и заместителем по юридическим вопросам у Мухаммада ибн Ибрахима Аль аш-Шейха.

### Должность
В 1964 году возглавил верховный суд Эр-Рияда после назначения туда замглавы в 1963 году. В 1969 году получил степень в Высшем институте права, продолжал работу в верховном суде до 1970 года.
Входил в Комитет больших учёных с 1971 года, а также во Всемирную исламскую лигу.
В 1982 году получил назначение председателем в постоянный комитет при Высшем судейском совете. Работал там вице-председателем, пока в 1992 году не стал председателем глава ассамблеи. Был главредом журнала ар-Рая и преподавал в мечети аль-Харам.
До 2009 года возглавлял пост Высшего судейского совета с 1992 года считаясь его самым влиятельным членом.
Публиковал фетвы на ежедневной радиопрограмме Нур аля-д-Дарб на кораническом радио Саудовской Аравии, где многие учёных отвечали на вопросы слушателей, старейшей и популярнейшей программе, ежедневно вещаемой в 21:00.

## Смерть
Умер 5 января 2022 года в Эр-Рияде, в возрасте 90 лет, после перенесенной болезни за несколько недель до смерти. Он заболел и был госпитализирован. Его семья опубликовала твит в твиттере, в котором говорится:
«Воистину, мы принадлежим Аллаху, и к Нему мы вернемся. Пусть Аллах сделает наши соболезнования и соболезнования исламской уммы прекрасным в связи со смертью нашего шейха и отца Салиха ибн Мухаммада аль-Люхайдана, да смилуется над ним Аллах с большой милостью. Заупокойную молитву будем совершать сегодня, в среду, после молитвы аср в мечети ар-Раджихи в Эр-Рияде».

## Труды
- Шарх аль-Каваид аль-Арбаа
- Фадль даават Мухаммад ибн Абдул Ваххаб
- Идах ад-Даляля фи Вуджуб аль-Хизр мин Асхаб ад-Даляля
- Шарх Хадис Мааз Хакк Аллах аля Абидихи